# Сатараш
Сатараш — легке стью, зроблене з солодкого перцю, помідорів, цибулі та приправ. Його назва походить від угор. szataras, страва популярна по всій Південно-Східній Європі.